# Leo Valiani
Leo Valiani, nato Leo Weiczen (Fiume, 9 febbraio 1909 – Milano, 18 settembre 1999), è stato un giornalista, antifascista, politico e storico italiano.

## Biografia

### Infanzia
Nacque a Fiume (allora compresa nel Regno d'Ungheria, parte a sua volta dell'Impero austro-ungarico) da una famiglia ebraica non osservante e di lingua tedesca. Il padre, Oser Wolf, era nato a Jánosd, in Transilvania, e in origine portava il cognome Waizen; di tendenze liberali, nel 1891 si era stabilito a Fiume, dove lavorava come piazzista di cereali. La madre, Margherita Geller, era originaria di Brčko e aveva raggiunto il marito nel 1909; era parente di Theodor Herzl, ma non si occupava di politica. Aveva due sorelle: Guglielmina (meglio nota come Selma, 1907) e Clara (1914).
Nel 1916, in occasione della grande guerra, Oser Wolf fu chiamato a combattere, ma essendo afflitto da problemi cardiaci prestò servizio come impiegato a Budapest. Qui Leo concluse le elementari; frattanto, assistito dal padre, seguiva lo svolgersi del conflitto attraverso bollettini e quotidiani (tra questi il giornale socialdemocratico Népszava). Fu testimone dello sfaldamento dell'Impero Austro-Ungarico e della breve parentesi della Repubblica Sovietica Ungherese. Affascinato da quest'ultima esperienza, dimostrò una precocissima empatia verso le masse in lotta e ad appena dieci anni partecipò alla sfilata dei lavoratori del 1º maggio. Il padre, invece, manteneva le proprie idee moderate ed era anzi in apprensione per l'ascesa dei bolscevichi in Russia.
Nel giugno 1919 la famiglia tornò a Fiume e Valiani assisté agli eventi che portarono alla formazione dello Stato libero, rimanendo colpito dalla figura di Gabriele D'Annunzio. La successiva caduta del presidente Riccardo Zanella sotto i colpi dei fascisti suscitò in lui la convinta avversione verso questi ultimi.

### Attività politica
Nel 1924 la prematura morte del padre lo costrinse ad abbandonare la scuola per mantenere la famiglia e trovò impiego alla Banca mobiliare. Non è chiaro dove avesse studiato fino ad allora: nel 1928 riportò di aver completato la seconda classe di un istituto tecnico, mentre in un secondo momento disse di aver frequentato il liceo Dante Alighieri di Fiume. Continuò la propria formazione in privato, seppur in maniera discontinua, accrescendo al contempo la propria cultura politica: a Sušak acquistava quotidiani stranieri di stampo socialista e liberale, mentre da Budapest, Vienna e Zagabria si faceva spedire riviste che lo misero in contatto con i classici del marxismo. Di grande rilievo la figura di Wilhelm Ippen, marito della zia materna, che gli faceva arrivare opuscoli di propaganda. Inoltre, prima delle cosiddette leggi fascistissime, leggeva anche diversi giornali italiani di stampo indipendente o antifascista, come il Corriere della Sera, Il Mondo, l'Avanti!, La Giustizia, La Voce Repubblicana, l'Unità.
Fu mandato al confino (1928) nell'isola di Ponza, dove aderì giovanissimo al Partito comunista d'Italia. Successivamente (1931) fu condannato a cinque anni di carcere per la sua attività cospiratoria nelle file del Pcd'I.
Fuggito in Francia, collaborò al settimanale del partito Il Grido del Popolo e al quotidiano filocomunista La Voce degli Italiani, diretto da Giuseppe Di Vittorio, ma si avvicinò anche ad ambienti marxisti eterodossi e strinse amicizia con Aldo Garosci e Franco Venturi, militanti di Giustizia e Libertà. Ruppe con il Pcd'I dopo il patto Molotov-Ribbentrop, nel 1939. Fu internato nel campo di concentramento di Vernet d'Ariège allo scoppio della seconda guerra mondiale.
In prigionia conobbe un altro ex comunista, Arthur Koestler, che divenne suo amico e gli dedicò un bel ritratto nel suo libro La schiuma della terra. Nel 1940, dopo l'invasione tedesca della Francia, Valiani riuscì ad evadere e rifugiarsi in Messico. Rientrato in Italia nel 1943 grazie ai buoni uffici dei Servizi Segreti del Regno Unito, divenne esponente del Partito d'Azione nel Comitato di Liberazione Nazionale Alta Italia (CLNAI), organizzando, insieme a Sandro Pertini e ad altri esponenti della resistenza antifascista, l’insurrezione di Milano dell'aprile 1945, e firmando, come rappresentante del Partito d'Azione nel seno del CLNAI, la condanna a morte di Benito Mussolini, eseguita a Giulino di Mezzegra il 28 aprile 1945.
Dopo la guerra fu deputato nell'Assemblea Costituente e quando il Partito d'Azione si sciolse, si ritirò dalla politica attiva e divenne giornalista. Aderì successivamente (1956-1962) al Partito Radicale e, negli anni ottanta, al Partito Repubblicano Italiano (come indipendente). Tornato al giornalismo, collaborò con Il Mondo, L'Espresso e il Corriere della Sera. Fece parte del comitato scientifico della Fondazione Luigi Einaudi di Torino. Fu nominato senatore a vita nel 1980 da Sandro Pertini.
Leo Valiani è stato il settimo degli otto grandi di Milano tumulati nel Famedio, nel Cimitero Monumentale, insieme ad Alessandro Manzoni, Carlo Cattaneo, Luca Beltrami, Bruno Munari, Carlo Forlanini, Salvatore Quasimodo e, nel nuovo millennio, alle ceneri di Carla Fracci (si veda sepolture illustri del cimitero monumentale di Milano).

## Opere
- Storia del Socialismo nel secolo XX, Collezione Giustizia e Libertà, Roma-Firenze-Milano, Edizioni U, 1945.
- Tutte le strade conducono a Roma, Firenze, La Nuova Italia, 1947. - Collana Storia/Memoria, Bologna, Il Mulino, 1983; Introduzione di Claudio Pavone, Il Mulino, 1995, ISBN 978-88-15-04854-7. Premio Speciale Viareggio 1984[5]; con testi introduttivi di Antonio Carioti e Andrea Ricciardi, Milano, Corriere della Sera, 2022.
- L'avvento di De Gasperi. Tre anni di politica italiana, Torino, De Silva, 1949.
- Storia del movimento socialista, I, L'epoca della Prima Internazionale, Firenze, La Nuova Italia, 1951.
- Il problema della nazione italiana, in Dieci anni dopo. 1945-1955. Saggi sulla vita democratica italiana, Bari, Laterza, 1955.
- Questioni di storia del socialismo, Torino, Einaudi, 1958, 1975.
- Dall'antifascismo alla Resistenza, Collana Universale Economica n.269, Milano, Feltrinelli, 1959.
- Il partito socialista italiano nel periodo della neutralità 1914-1915 (in Appendice: Ricordi a zig zag di Alceste Della Seta), Milano, Feltrinelli, 1963. - Nuova edizione aggiornata, Collana Universale n.751, Feltrinelli, 1977.
- La dissoluzione dell'Austria-Ungheria, Collana Biblioteca di Storia Contemporanea n.8, Milano, Il Saggiatore, 1966. - Milano, Il Saggiatore, 1985.
- La lotta sociale e l'avvento della democrazia in Italia 1876-1915, Torino, UTET, 1976.
- La sinistra democratica in Italia, Edizioni della Voce, 1977.
- L'Italia di De Gasperi, con una testimonianza di Giovanni Spadolini, Firenze, Le Monnier, 1982.
- I Governi Spadolini e la lotta al terrorismo, Collana Quaderni di storia, Edizioni della Voce, 1983.
- Scritti di Storia. Movimento socialista e democrazia, Collana Argomenti, Milano, SugarCo Edizioni, 1983.
- Sessant'anni di avventure e battaglie, Riflessioni e ricordi raccolti da Giorgio Pini, Milano, Rizzoli, 1983.
- Fra Croce e Omodeo. Storia e storiografia nella lotta per la libertà, Quaderni di Storia, Firenze, Le Monnier, 1984.
- Testimone del Novecento, Collana Il filo rosso, Bagno a Ripoli (Firenze), Passigli, 1999, ISBN 978-88-368-0542-6.
- Discorsi parlamentari, con un saggio di Giorgio La Malfa, Bologna, Il Mulino, 2005, ISBN 978-88-15-10656-8.
- Leo Valiani tra politica e storia. Scritti di storia delle idee (1939-1956), A cura di David Bidussa. Presentazione di Giovanni De Luna, Milano, Feltrinelli, 2008, ISBN 978-88-07-99063-2.
- Questione meridionale e Unità d'Italia: uno scritto inedito, A cura di Enrico Mannucci e Andrea Ricciardi, Prefazione di Carlo Azeglio Ciampi, Collana Le carte del Corriere, Milano, Fondazione Corriere della Sera, 2012, ISBN 978-88-96820-17-9.

### Epistolari
- Leo Valiani e Franco Venturi, Lettere 1943-1979, Firenze, La Nuova Italia, 1999.
- L'impegno e la ragione. Carteggio tra Aldo Garosci e Leo Valiani (1947-1983), a cura di Franco Fantoni, Presentazione di Arturo Colombo, Collana Società, storia e cultura, Milano, Franco Angeli, 2009, ISBN 978-88-568-1161-2.
- Mario Pannunzio e Leo Valiani, Democrazia laica. Epistolario, documenti, articoli (2 voll.), A cura e con un'introduzione di Massimo Teodori, Collana Biblioteca, Nino Aragno Editore, 2012, ISBN 978-88-8419-581-4.